# Martin Manaskov

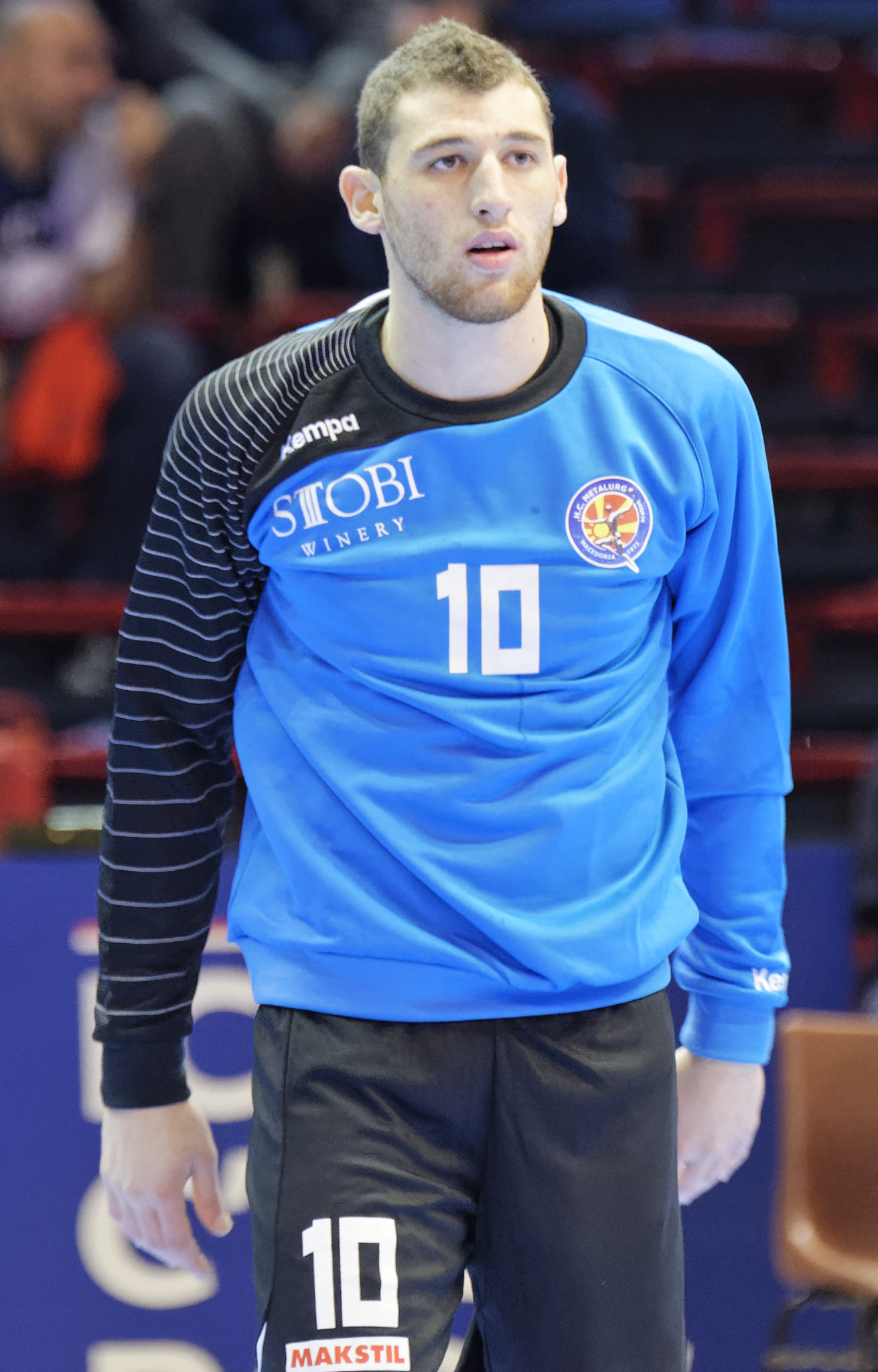
Martin Manaskov (2014)

Martin Manaskov (mazedonisch Мартин Манасков; * 7. Juni 1994 in Veles) ist ein nordmazedonischer Handballspieler. Sein Vater ist der ehemalige Handballnationalspieler Pepi Manaskov und sein älterer Bruder ist Dejan Manaskov.
Der 1,90 m große und 83 kg schwere Rechtshänder wird zumeist auf Rückraum links oder Mitte eingesetzt und trägt im Verein die Rückennummer 24.
Martin Manaskov begann mit dem Handballspiel in seiner Heimatstadt bei RK Borec Veles. Ab der Saison 2013/2014 lief er für RK Metalurg Skopje auf. 2015 wechselte er zur zweiten Mannschaft von RK Vardar Skopje, 2017 ging er zu RK Tineks Prolet. Seit 2019 spielt er für GRK Ohrid.
Mit der Mazedonischen U-20-Nationalmannschaft nahm Martin Manaskov an der U-20-Europameisterschaft 2014 (16. Platz) und war mit 37 Toren bester Torschütze seiner Mannschaft. Im Juni 2014 wurde er in die Mazedonischen Nationalmannschaft berufen, kam jedoch noch nicht zum Einsatz.